# Galumna weni
Galumna weni är en kvalsterart som beskrevs av Aoki och Hu 1993. Galumna weni ingår i släktet Galumna och familjen Galumnidae. Inga underarter finns listade i Catalogue of Life.